# Орфей Цоков
Орфей Георгиев Цоков е български сценарист и режисьор.
Роден е в Рим на 28 август 1937 г. В периода 1944-1951 г. завършва френски колеж. През 1961 г. завършва филмова и телевизионна режисура във Филмовия и телевизионен факултет на Академията за сценични изкуства в Прага.

## Телевизионен театър
Като режисьор
- Старчето и стрелата (1982) (от Никола Русев)

## Филмография
Като режисьор:
- Удавникът (1991)
- Кажи им, майко, да помнят (1984), 6 серии
- Време за умиране (1982)
- Етюд за лява ръка (тв, 1981)
- Мъжка песен (1980)
- Сляпо куче (1980)
- Правилата (1978)
- Темната кория (1977)
- Легенда за върха (тв,1975)
- Засада (1974)
- Синята лампа (1974)

Като сценарист:
- Правилата (1978)